# Spragueville
Spragueville és una població dels Estats Units a l'estat d'Iowa. Segons el cens del 2000 tenia 89 habitants.

## Demografia
Segons el cens del 2000, Spragueville tenia 89 habitants, 42 habitatges, i 29 famílies. La densitat de població era de 51,3 habitants/km².
Dels 42 habitatges en un 19% hi vivien nens de menys de 18 anys, en un 45,2% hi vivien parelles casades, en un 19% dones solteres, i en un 28,6% no eren unitats familiars. En el 26,2% dels habitatges hi vivien persones soles el 14,3% de les quals corresponia a persones de 65 anys o més que vivien soles. El nombre mitjà de persones vivint en cada habitatge era de 2,12 i el nombre mitjà de persones que vivien en cada família era de 2,53.
Per edats la població es repartia de la següent manera: un 15,7% tenia menys de 18 anys, un 13,5% entre 18 i 24, un 19,1% entre 25 i 44, un 27% de 45 a 60 i un 24,7% 65 anys o més.
L'edat mediana era de 48 anys. Per cada 100 dones de 18 o més anys hi havia 92,3 homes.
La renda mediana per habitatge era de 28.750 $ i la renda mediana per família de 24.688 $. Els homes tenien una renda mediana de 28.125 $ mentre que les dones 28.750 $. La renda per capita de la població era de 14.906 $. Entorn del 16% de les famílies i el 15,9% de la població estaven per davall del llindar de pobresa.

## Poblacions més properes
El següent diagrama mostra les poblacions més properes.